# منير الحايك
منير الحايك، روائي وكاتب لبناني ولد في لبنان عام 1984. صدرت له 5 روايات أولها «مترو دبي» في عام 2012. حصل منير الحايك على شهادة الدكتوراه في اللغة العربية وآدابها من الجامعة اللبنانية في بيروت عام 2021.

## السيرة الذاتية
ولد الروائي والكاتب اللبناني منير الحايك في لبنان و صدرت له 5 روايات. حصل منير الحايك على شهادة الدكتوراه في اللغة العربية وآدابها من الجامعة اللبنانية في بيروت، مستقرّ ويعمل في مجال التدريس الجامعي والمدرسيّ في دبي. له أيضاً تجارب في الكتابات الشعرية.
وصلت روايته "جامع أعقاب السجائر" إلى القائمة الطويلة لجائزة غسان كنفاني للرواية العربية عام 2023.

يكتب منير الحايك مقالات نقدية أدبية في عدة جرائد وصحف لبنانية، منها الأخبار والديار ونداء الوطن، حول الأعمال الروائية والأدبية الصادرة حديثًا في العالم العربي.

## أعمال الكاتب[4]
- رواية، مترو دبي، 2012 (الدار العربية للعلوم ناشرون). [5]
- رواية، 88، 2014 (الدار العربية للعلوم ناشرون).
- رواية، القبر رقم 779، 2018 (الدار العربية للعلوم ناشرون).
- دراسة، أدبية المكان في الرواية الفلسطينية، 2021 (دار أبعاد).
- رواية، جامع أعقاب السجائر، 2022 (دار الفارابي)
- رواية، يوميات عقيمة، 2023 (الدار العربية للعلوم ناشرون).